# David Corenswet
David Packard Corenswet (Filadèlfia, 8 de juliol de 1993) és un actor estatunidenc.
Corenswet va ser triat per a interpretar a Superman en la pel·lícula del Univers DC (DCU) dirigida per James Gunn; Superman (2025).

## Filmografia

### Cinema
| Any  | Títol                    | Paper                 |
| ---- | ------------------------ | --------------------- |
| 2011 | Following Chase (Curt)   | Ted                   |
| 2013 | Michael and Clyde (Curt) | Clyde                 |
| 2018 | Affairs of State         | Michael Lawson        |
| 2019 | Project Pay Day          | Guardaespatlles       |
| 2022 | Look Both Ways           | Jake                  |
| 2022 | Pearl                    | El projeccionista     |
| 2024 | Twisters                 | Scott                 |
| 2025 | Superman                 | Clark Kent / Superman |

### Televisió
| Año       | Título             | Papel            |
| --------- | ------------------ | ---------------- |
| 2014-2016 | Moe & Jerryweather | Jerryweather     |
| 2015      | One Bad Choice     | Reggie Shaw      |
| 2017      | Elementary         | Houston Spivey   |
| 2017      | The Tap            | Kirk Lewis       |
| 2017      | Controversy        | Brian Meadows    |
| 2018      | Instinct           | Spencer Baymoore |
| 2018      | House of Cards     | Reed             |
| 2019–20   | The Politician     | River Barkley    |
| 2020      | Hollywood          | Jack Castello    |